# Gen Shoji
Gen Shoji (Kōbe, Prefectura de Hyōgo, Japó, 11 de desembre de 1992) és un futbolista japonès que juga al Kashima Antlers de la Lliga japonesa de futbol.

## Estadístiques
| Selecció del Japó | Selecció del Japó | Selecció del Japó |
| Anys              | Partits           | Gols              |
| ----------------- | ----------------- | ----------------- |
| 2015              | 1                 | 0                 |
| 2016              | 0                 | 0                 |
| 2017              | 1                 | 0                 |
| Total             | 2                 | 0                 |